# Saga Cavallin
Saga Beata Cavallin, född den 15 augusti 1997 i Stockholm, är en svensk författare och frilansande kulturskribent samt krönikör i Dagens Nyheter.

## Biografi
Cavallin är född och bosatt i Stockholm. Hon har studerat författarutbildningen vid Jakobsbergs folkhögskola och debuterade 2021 med kortromanen Glasrutan på förlaget It-lit.
Tillsammans med Myrna Lorentzson driver hon podcasten Forum och är regelbundet gäst i podden P3 Klubben.
2024 utgav hon långessän Utge sig på förlaget Norstedts, som handlar om samtidens autenticitetsideal och hur det tar sig i uttryck inom marknadsföring, i litteraturen och på sociala medier.